# Sydney

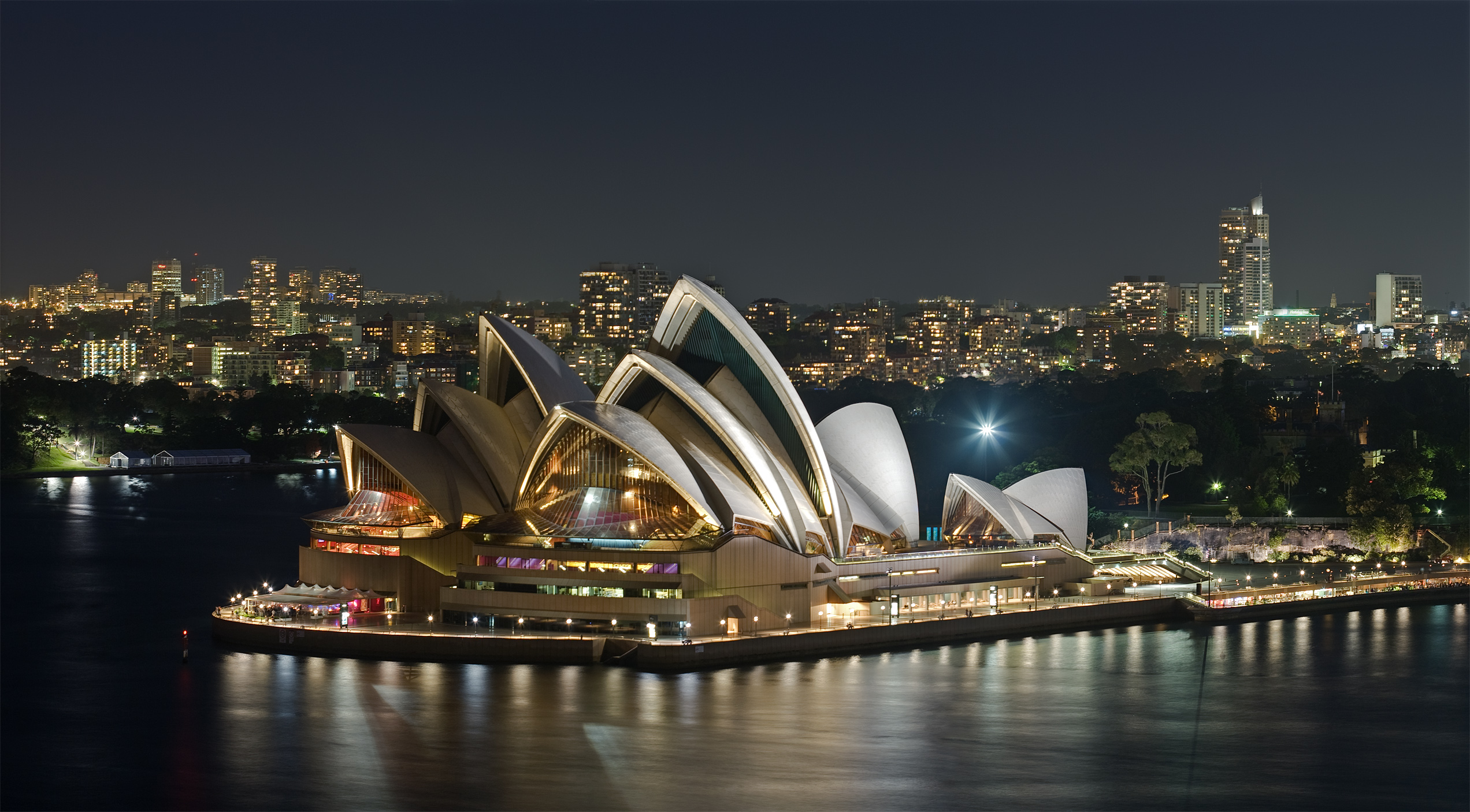
Nhà hát Opera Sydney về đêm năm 2008

Sydney là một thành phố cảng nằm ở đông nam của Úc. Đây là thành phố lớn nhất, nổi tiếng nhất và lâu đời nhất của nước Úc. Sydney cũng là thủ phủ của tiểu bang New South Wales và là thành phố đông dân nhất của Úc với dân số hơn 6.000.000 người (2016).
Nằm ở bờ biển phía đông nam của Úc, thành phố được thiết lập vào năm 1788 tại Sydney Cove bởi Arthur Phillip người dẫn đầu Đoàn tàu Thứ nhất (First Fleet) đến từ Anh.
Được xây dựng xung quanh cảng Jackson với cảnh đẹp nổi tiếng, thành phố Sydney được gọi là "Thành phố Cảng". Đây là trung tâm tài chính lớn nhất của Úc và cũng là một địa điểm du lịch của khách quốc tế, nổi tiếng với nhiều bãi biển đẹp và kiến trúc đôi: Nhà hát opera Sydney (Sydney Opera House) và Cầu Cảng Sydney (Harbour Bridge).

## Lịch sử

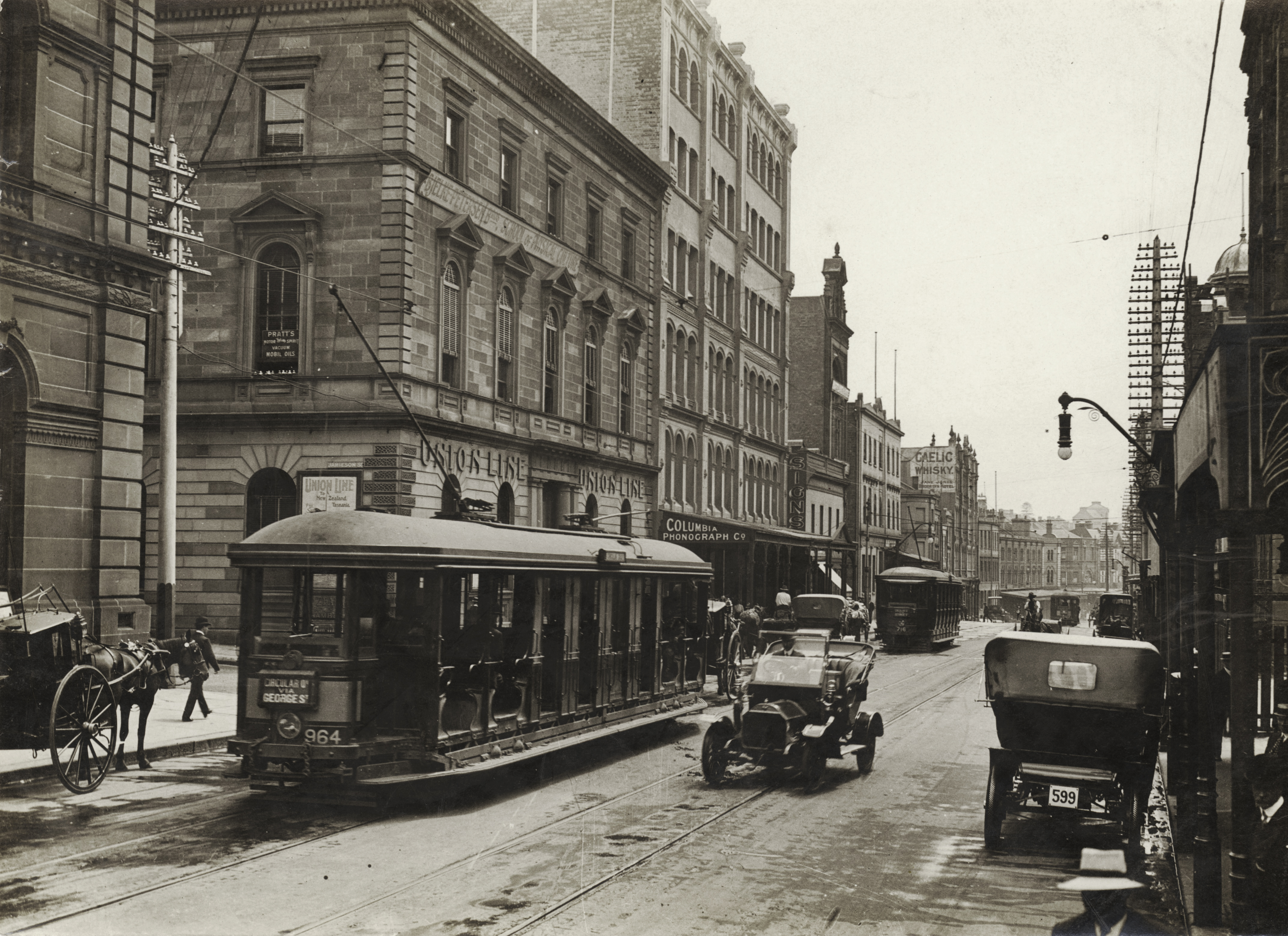
Phố George vào năm 1920.

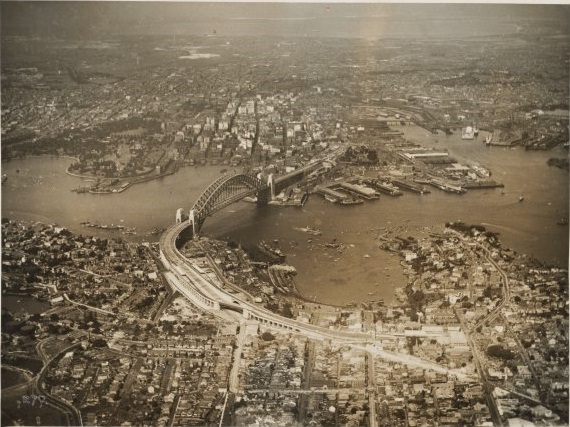
Cảng Sydney năm 1932

Khu vực Sydney đã được sinh sống bởi thổ dân Úc ít nhất là khoảng 30.000 năm, và vào thời điểm Đoàn tàu Thứ nhất cập bến vào năm 1788, 4000-8000 người đang sinh sống tại khu vực này. Có ba nhóm thổ dân với ngôn ngữ khác nhau tại khu vực Sydney; những ngôn ngữ này lại trở thành những thổ ngữ bởi các bộ lạc nhỏ hơn. Ngôn ngữ chính là Darug, (Cadigal, những thổ dân nguyên thủy của thành phố Sydney sử dụng thổ ngữ vùng biển Darug), Dharawal và Guringai. Mỗi bộ lạc có một lãnh địa riêng; vị trí của lãnh địa được xác định bởi các nguyên vật liệu có sẵn nơi đó. Mặc dù sự đô thị hóa đã tiêu diệt hầu hết các chứng cớ của các vùng dân cư đó, các bản khắc trên đá vẫn tồn tại ở một số nơi.
Người châu Âu để ý đến Úc từ khi Đô đốc James Cook nhìn thấy Vịnh Botany vào năm 1770. Dưới chỉ thị của chính quyền Anh, một khu di dân cho những người tội phạm được thiết lập bởi Arthur Phillip vào năm 1788. Phillip thành lập khu dân cư tại Sydney Cove trên cảng Jackson. Ông ta đặt tên nơi đó theo tên của Bộ trưởng Bộ Nội vụ Anh, Lord Thomas Townshend của Sydney, để công nhận vai trò của Lord Sydney trong việc giúp cho Phillip có giấy phép thành lập khu thuộc địa. Vào tháng 4 năm 1789 một dịch bệnh, được nghĩ là đậu mùa, đã làm giảm dân số thổ dân ở Sydney; một ước tính khiêm tốn là vào khoảng 500 đến 1000 thổ dân chết do nhiễm bệnh trong khu vực Broken và Botany Bay.
Có một sự nổi dậy vũ trang chống lại dân Anh, bởi những chiến binh Pemulwuy trong khu vực xung quanh Vịnh Botany, và những trận đánh nhỏ xảy ra khá phổ biến ở khu vực quanh sông Hawkesbury. Đến 1820 chỉ còn lại vài trăm thổ dân và Thống đốc Macquarie đã bắt đầu những hoạt động "văn minh hóa và giáo dục" thổ dân bằng cách đuổi họ đi khỏi bộ lạc.
Nhiệm kì mà Macquarie là Thống đốc của bang New South Wales là giai đoạn mà Sydney được nâng cấp từ buổi ban đầu sơ khai. Đường sá, cầu cống, các bến phà và các tòa nhà chính phủ được xây dựng lên bởi những phạm nhân, và đến năm 1822 thành phố đã có ngân hàng, các chợ, các đường phố lớn và sở cảnh sát có tổ chức. Những năm của thập kỉ 1830 và thập kỉ 1840 là giai đoạn phát triển đô thị, bao gồm sự phát triển của các khu ngoại thành đầu tiên, vì thành phố phát triển nhanh chóng khi những đoàn tàu từ eo biển Anh bắt đầu đến với những di dân tìm cách bắt đầu một đời sống mới ở một đất nước mới. Những cuộc đổ xô đi tìm vàng đầu tiên bắt đầu vào 1851, và cảng Sydney từ đó đã chứng kiến nhiều làn sóng người nhập cư từ khắp các nơi trên thế giới. Sự phát triển của các khu ngoại thành bắt đầu phát triển vào phần tư cuối cùng của thế kỉ 19 với sự phát minh của các xe lửa và xe điện chạy bằng động cơ hơi nước. Với sự công nghiệp hoá, Sydney mở rộng một cách nhanh chóng, và vào đầu thế kỉ 20 thành phố đã có dân số trên 1 triệu người. Khủng hoảng lớn Great Depression đã tác động đến Sydney một cách tồi tệ. Tuy nhiên, một trong những điểm sáng của thời Khủng hoảng là sự hoàn thành của cầu cảng Sydney Sydney Harbour Bridge vào năm 1932.
Trong suốt thế kỉ 20 Sydney tiếp tục mở rộng với nhiều làn sóng di cư khác nhau từ châu Âu và sau đó là từ châu Á, kết quả là thành phố có một không khí quốc tế. Phần đông dân Sydney có nguồn gốc Anh hoặc là Ireland. Những người mới đến sau này bao gồm từ các nước Ý, Hy Lạp, Israel, Liban, Cộng hoà Nam Phi, Nam Á (Ấn Độ, Sri Lanka và Pakistan), Sudan, Thổ Nhĩ Kỳ, Macedonia, Croatia, Serbia, Nam Mỹ (Brasil, Chile, Argentina), Armenia, Đông Âu (Cộng hoà Séc,Ba Lan, Nga, Ukraina, Hungary) và Đông Á (bao gồm Trung Quốc, Triều Tiên và Việt Nam).

## Địa lý

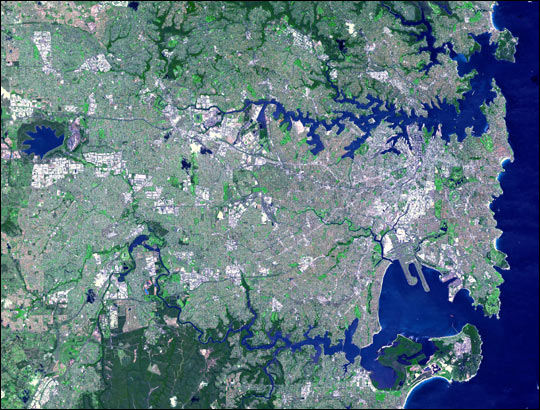
Ảnh của Sydney chụp bởi vệ tinh RS của NASA. Trung tâm thành phố khoảng 1/3 trên đường xuống bờ phía nam của ngõ vào phía trên.

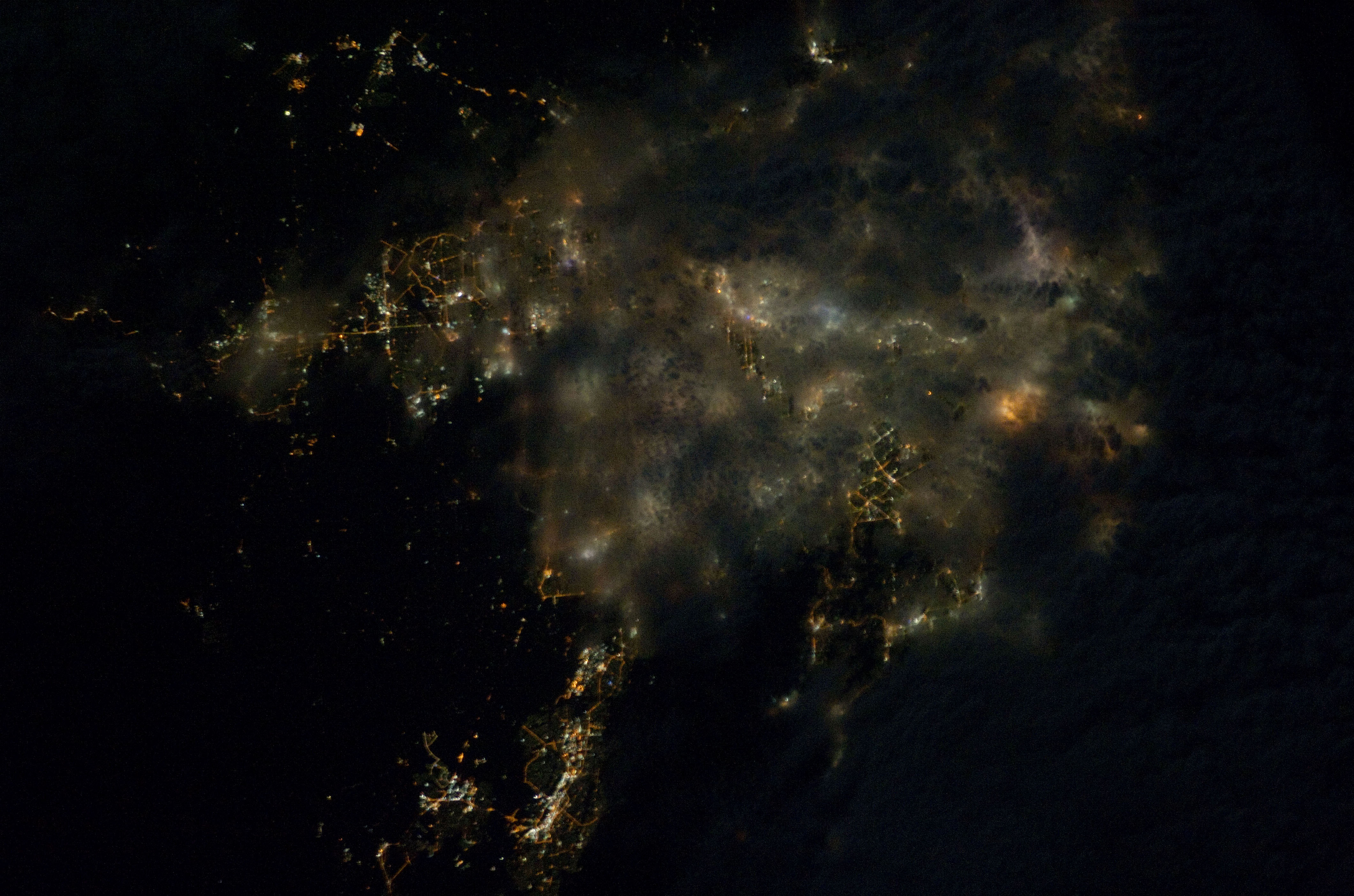
Hình ảnh vệ tinh của Khu vực Greater Sydney bị che khuất bởi đám mây dày đặc, do NASA chụp vào ban đêm.

Sydney tọa lạc trên một vùng đồng bằng trầm tích ven biển giữa Thái Bình Dương về phía đông và Blue Mountains về phía tây. Thành phố có vịnh biển tự nhiên lớn nhất thế giới, cảng biển Jackson, và hơn 70 vịnh và bãi biển, bao gồm cả bãi biển Bondi nổi tiếng. Khu vực nội thành của Sydney có diện tích 1687 km² (651 mi²) và giống như London mở rộng. Khu vực đô thị (Theo Sở thống kê Sydney) là 12.145 km² (4.689 mi²); một phần lớn của khu vực này là công viên quốc gia và các vùng đất chưa bị đô thị hóa.
Sydney chiếm hai khu vực địa lý: đồng bằng Cumberland, một vùng đồi thoai thoải tương đối bằng phẳng nằm về phía nam và tây của vịnh biển, và đồng bằng Hornsby, một đồng bằng về phía bắc của vịnh, cao trên 389 mét (1276 ft), được chia cắt bởi các thung lũng với các cánh rừng. Phần xưa nhất của thành phố nằm ở khu vực bằng phẳng; đồng bằng Hornsby, được gọi là North Shore, phát triển chậm hơn bởi vì địa hình nhiều đồi của nó, và là một vùng khá im lặng cho đến khi cầu cảng Sydney (Sydney Harbour Bridge) được xây vào năm 1932, nối nó với phần còn lại của thành phố.

### Khí hậu

Cầu cảng Sydney trong trận bão bụi tại Úc 2009

Sydney có khí hậu cận nhiệt đới với những mùa hè nắng ấm và với mùa đông mát mẻ, với lượng mưa trải đều trong năm. Thời tiết ôn hòa bởi ở gần đại dương, và các nhiệt độ khắc nghiệt hơn được ghi lại ở các vùng ngoại ô phía tây sâu trong lục địa. Tháng ấm nhất là tháng giêng, với nhiệt độ không khí trung bình trên bờ biển là 18,6–25,8°C và trung bình có 14.6 ngày trong năm nhiệt độ bên trên 30 °C. Tuy nhiên, đây cũng là thời điểm mà Sydney đôi khi phải hứng chịu những đợt nắng nóng gay gắt. Nhiệt độ cao nhất được ghi lại là 45,3 °C vào ngày 14 tháng 1 năm 1939 vào giai đoạn cuối của đợt nắng nóng 4 ngày trên toàn quốc. Mùa đông khá ôn hòa, đôi khi hơi lạnh nhưng nhiệt độ ít khi nào xuống thấp hơn 5 °C trong các khu vực ven biển. Tháng lạnh nhất là tháng 7, với trung bình xê xích 8,0–16,2 °C. Nhiệt độ thấp nhất được ghi lại là 2,1 °C.
Lượng mưa được chia khá đều giữa mùa hè và mùa đông, nhưng cao hơn một ít trong suốt nửa đầu của năm, khi gió phía tây thổi nhiều. Lượng mưa trung bình hàng năm, điều hòa ít biến động, là 1217.0 mm, rơi trên trung bình là 138 ngày trong 1 năm.. Tuyết rơi lần cuối cùng ở khu vực thành phố Sydney là vào thập niên 1830.
Mặc dù thành phố không chịu bão nhiệt đới hay các trận động đất lớn, hiệu ứng El Niño đóng một vai trò quan trọng trong việc xác định khuôn mẫu thời tiết của Sydney: hạn hán và cháy rừng một mùa, và mưa bão và lụt lội mùa còn lại, liên hệ với các pha trái ngược nhau của sự dao động. Rất nhiều khu vực của thành phố giáp với các khu rừng bụi rậm đã bị ảnh hưởng bởi cháy rừng, đáng kể nhất là trong năm 1994 và 2002 – những lần này thường xảy ra vào mùa xuân hay mùa hè. Thành phố cũng thường bị mưa đá và bão lớn. Một cơn bão như vậy xảy ra ở các vùng ngoại vi phía đông Sydney vào buổi tối 14 tháng 4 năm 1999, tạo ra các hạt mưa đá lớn với các hạt đường kính ít nhất 9 cm và kết quả là bảo hiểm tốn khoảng $1,5 tỉ trong dưới 1 giờ. Ngoài ra, thành phố đã từng trải qua đợt bão bụi vào ngày 23 tháng 7 năm 2009
Các nghiên cứu gần đây bởi các khoa học gia nghiên cứu về khí hậu tại Đại học Macquarie cho rằng việc khai phá đất ở phía tây Sydney đã góp phần vào những thay đổi lớn trong khí hậu của thành phố.
Nhiệt độ trung bình hàng năm của biển dao động trong khoảng từ 18,5 °C (65,3 °F) vào tháng Chín đến 23,7 °C (74,7 °F) vào tháng Hai.
| Dữ liệu khí hậu của Sydney        | Dữ liệu khí hậu của Sydney | Dữ liệu khí hậu của Sydney | Dữ liệu khí hậu của Sydney | Dữ liệu khí hậu của Sydney | Dữ liệu khí hậu của Sydney | Dữ liệu khí hậu của Sydney | Dữ liệu khí hậu của Sydney | Dữ liệu khí hậu của Sydney | Dữ liệu khí hậu của Sydney | Dữ liệu khí hậu của Sydney | Dữ liệu khí hậu của Sydney | Dữ liệu khí hậu của Sydney | Dữ liệu khí hậu của Sydney |
| Tháng                             | 1                          | 2                          | 3                          | 4                          | 5                          | 6                          | 7                          | 8                          | 9                          | 10                         | 11                         | 12                         | Năm                        |
| --------------------------------- | -------------------------- | -------------------------- | -------------------------- | -------------------------- | -------------------------- | -------------------------- | -------------------------- | -------------------------- | -------------------------- | -------------------------- | -------------------------- | -------------------------- | -------------------------- |
| Cao kỉ lục °C (°F)                | 45.8 (114.4)               | 42.1 (107.8)               | 39.8 (103.6)               | 33.9 (93.0)                | 30.0 (86.0)                | 26.9 (80.4)                | 25.9 (78.6)                | 31.3 (88.3)                | 34.6 (94.3)                | 38.2 (100.8)               | 41.8 (107.2)               | 42.2 (108.0)               | 45.8 (114.4)               |
| Trung bình ngày tối đa °C (°F)    | 25.9 (78.6)                | 25.8 (78.4)                | 24.8 (76.6)                | 22.4 (72.3)                | 19.5 (67.1)                | 17.0 (62.6)                | 16.3 (61.3)                | 17.8 (64.0)                | 20.0 (68.0)                | 22.1 (71.8)                | 23.6 (74.5)                | 25.2 (77.4)                | 21.7 (71.1)                |
| Tối thiểu trung bình ngày °C (°F) | 18.7 (65.7)                | 18.8 (65.8)                | 17.6 (63.7)                | 14.7 (58.5)                | 11.6 (52.9)                | 9.3 (48.7)                 | 8.1 (46.6)                 | 9.0 (48.2)                 | 11.1 (52.0)                | 13.6 (56.5)                | 15.6 (60.1)                | 17.5 (63.5)                | 13.8 (56.8)                |
| Thấp kỉ lục °C (°F)               | 10.6 (51.1)                | 9.6 (49.3)                 | 9.3 (48.7)                 | 7.0 (44.6)                 | 4.4 (39.9)                 | 2.1 (35.8)                 | 2.2 (36.0)                 | 2.7 (36.9)                 | 4.9 (40.8)                 | 5.7 (42.3)                 | 7.7 (45.9)                 | 9.1 (48.4)                 | 2.1 (35.8)                 |
| Lượng mưa trung bình mm (inches)  | 101.1 (3.98)               | 118.0 (4.65)               | 129.7 (5.11)               | 127.1 (5.00)               | 119.9 (4.72)               | 132.0 (5.20)               | 97.4 (3.83)                | 80.7 (3.18)                | 68.4 (2.69)                | 76.9 (3.03)                | 84.3 (3.32)                | 77.3 (3.04)                | 1.212,6 (47.74)            |
| Số ngày mưa trung bình            | 12.2                       | 12.5                       | 13.6                       | 12.8                       | 13.0                       | 12.5                       | 11.1                       | 10.4                       | 10.5                       | 11.6                       | 11.7                       | 11.5                       | 143.4                      |
| Số giờ nắng trung bình tháng      | 220.1                      | 189.3                      | 198.4                      | 192.0                      | 182.9                      | 165.0                      | 198.4                      | 220.1                      | 216.0                      | 223.2                      | 234.0                      | 235.6                      | 2.475                      |
| Số giờ nắng trung bình ngày       | 7.1                        | 6.7                        | 6.4                        | 6.4                        | 5.9                        | 5.5                        | 6.4                        | 7.1                        | 7.2                        | 7.2                        | 7.8                        | 7.6                        | 6.8                        |
| Nguồn: Bureau of Meteorology      |                            |                            |                            |                            |                            |                            |                            |                            |                            |                            |                            |                            |                            |

| Dữ liệu khí hậu của Sân bay Sydney | Dữ liệu khí hậu của Sân bay Sydney | Dữ liệu khí hậu của Sân bay Sydney | Dữ liệu khí hậu của Sân bay Sydney | Dữ liệu khí hậu của Sân bay Sydney | Dữ liệu khí hậu của Sân bay Sydney | Dữ liệu khí hậu của Sân bay Sydney | Dữ liệu khí hậu của Sân bay Sydney | Dữ liệu khí hậu của Sân bay Sydney | Dữ liệu khí hậu của Sân bay Sydney | Dữ liệu khí hậu của Sân bay Sydney | Dữ liệu khí hậu của Sân bay Sydney | Dữ liệu khí hậu của Sân bay Sydney | Dữ liệu khí hậu của Sân bay Sydney |
| Tháng                              | 1                                  | 2                                  | 3                                  | 4                                  | 5                                  | 6                                  | 7                                  | 8                                  | 9                                  | 10                                 | 11                                 | 12                                 | Năm                                |
| ---------------------------------- | ---------------------------------- | ---------------------------------- | ---------------------------------- | ---------------------------------- | ---------------------------------- | ---------------------------------- | ---------------------------------- | ---------------------------------- | ---------------------------------- | ---------------------------------- | ---------------------------------- | ---------------------------------- | ---------------------------------- |
| Cao kỉ lục °C (°F)                 | 46.4 (115.5)                       | 42.6 (108.7)                       | 41.2 (106.2)                       | 35.7 (96.3)                        | 30.0 (86.0)                        | 26.8 (80.2)                        | 26.7 (80.1)                        | 31.1 (88.0)                        | 35.6 (96.1)                        | 39.1 (102.4)                       | 43.4 (110.1)                       | 43.2 (109.8)                       | 46.4 (115.5)                       |
| Trung bình ngày tối đa °C (°F)     | 26.5 (79.7)                        | 26.4 (79.5)                        | 25.3 (77.5)                        | 22.9 (73.2)                        | 20.0 (68.0)                        | 17.6 (63.7)                        | 17.0 (62.6)                        | 18.3 (64.9)                        | 20.6 (69.1)                        | 22.6 (72.7)                        | 24.1 (75.4)                        | 25.8 (78.4)                        | 22.3 (72.1)                        |
| Tối thiểu trung bình ngày °C (°F)  | 18.9 (66.0)                        | 19.1 (66.4)                        | 17.5 (63.5)                        | 14.2 (57.6)                        | 10.9 (51.6)                        | 8.7 (47.7)                         | 7.2 (45.0)                         | 8.2 (46.8)                         | 10.5 (50.9)                        | 13.2 (55.8)                        | 15.4 (59.7)                        | 17.5 (63.5)                        | 13.4 (56.1)                        |
| Thấp kỉ lục °C (°F)                | 9.7 (49.5)                         | 11.2 (52.2)                        | 7.4 (45.3)                         | 6.1 (43.0)                         | 3.0 (37.4)                         | 1.0 (33.8)                         | −0.1 (31.8)                        | 1.2 (34.2)                         | 2.3 (36.1)                         | 4.8 (40.6)                         | 5.9 (42.6)                         | 8.2 (46.8)                         | −0.1 (31.8)                        |
| Lượng mưa trung bình mm (inches)   | 94.0 (3.70)                        | 111.8 (4.40)                       | 116.1 (4.57)                       | 106.5 (4.19)                       | 98.7 (3.89)                        | 122.8 (4.83)                       | 69.9 (2.75)                        | 77.0 (3.03)                        | 60.2 (2.37)                        | 70.7 (2.78)                        | 81.5 (3.21)                        | 74.1 (2.92)                        | 1.082,8 (42.63)                    |
| Số ngày mưa trung bình             | 11.2                               | 11.5                               | 12.4                               | 11.0                               | 10.9                               | 11.3                               | 9.3                                | 9.1                                | 9.3                                | 10.6                               | 11.4                               | 10.6                               | 128.6                              |
| Số giờ nắng trung bình tháng       | 235.6                              | 200.6                              | 213.9                              | 207.0                              | 195.3                              | 177.0                              | 204.6                              | 244.9                              | 237.0                              | 244.9                              | 228.0                              | 244.9                              | 2.633,7                            |
| Số giờ nắng trung bình ngày        | 7.6                                | 7.1                                | 6.9                                | 6.9                                | 6.3                                | 5.9                                | 6.6                                | 7.9                                | 7.9                                | 7.9                                | 7.6                                | 7.9                                | 7.2                                |
| Nguồn: Bureau of Meteorology       |                                    |                                    |                                    |                                    |                                    |                                    |                                    |                                    |                                    |                                    |                                    |                                    |                                    |

## Nhân khẩu
| Dân số Sydney theo năm | Dân số Sydney theo năm | Dân số Sydney theo năm |
| ---------------------- | ---------------------- | ---------------------- |
| 1800                   | 3,000                  |                        |
| 1820                   | 12,000                 |                        |
| 1851                   | 39,000                 |                        |
| 1871                   | 200,000                | (bùng nổ)              |
| 1901                   | 500,000                |                        |
| 1925                   | 1.000.000              |                        |
| 1962                   | 2.000.000              |                        |
| 2001                   | 3.366.542              |                        |
| 2006                   | 4.119.190              |                        |
| 2008                   | 4.399.722              |                        |
| 2010                   | 4.504.469              |                        |
| 2026                   | 5.487.200              | (dự báo)               |
| 2056                   | 7.649.000              | (dự báo)               |

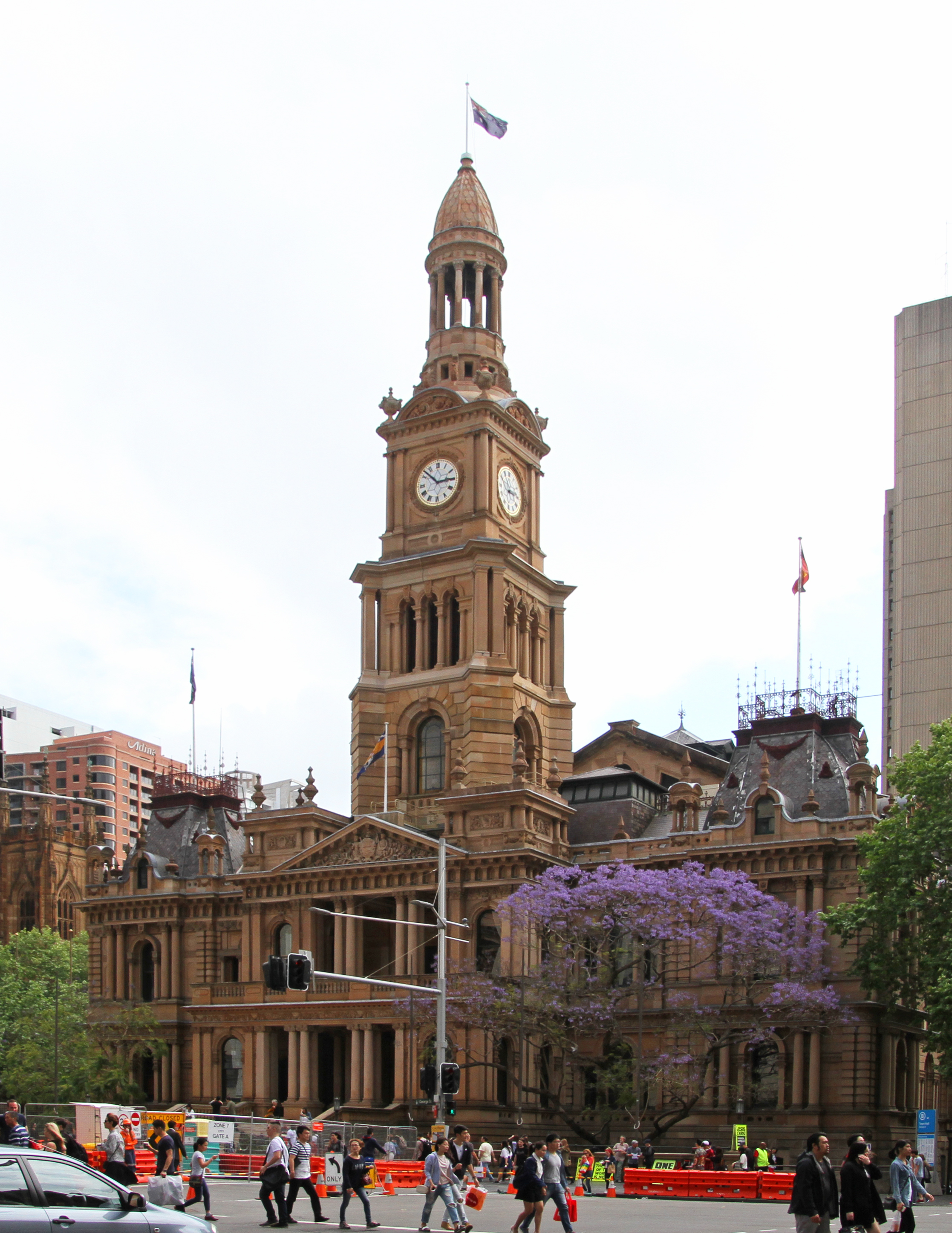
Tòa thị chính Sydney

Dân số Sydney năm 1788 chỉ còn dưới 1.000. Với vận tải của tù nhân, nó đã tăng gấp ba lần trong vòng 10 năm tới 2.953. Trong mỗi thập kỷ kể từ năm 1961, dân số đã tăng lên hơn 250.000. Dân số Sydney vào thời điểm Tổng điều tra năm 2011 là 4.391.674. Người ta dự đoán rằng dân số sẽ tăng lên từ 8 đến 8,9 triệu người vào năm 2061. Mặc dù tốc độ tăng nhanh, Cục thống kê Úc dự đoán rằng Melbourne sẽ thay thế Sydney thành thành phố đông dân nhất nước Úc vào năm 2053. Bốn khu đô thị đông dân nhất ở Úc được đặt tại Sydney với mỗi khu có hơn 13.000 cư dân trên mỗi kilômét vuông (33.700 cư dân trên mỗi dặm vuông).
Tuổi trung bình của cư dân Sydney là 36 và 12,9% số người trên 65 tuổi. Dân số kết hôn chiếm 49,7% số người Sydney, trong khi 34,7% người chưa bao giờ lập gia đình. 48,9% số gia đình là cặp vợ chồng có con, 33,5% là cặp vợ chồng không có con, và 15,7% là gia đình độc thân. 32.5% người dân ở Sydney bên cạnh tiếng Anh có thể nói được tiếng Ả Rập, tiếng Hoa, tiếng Quan Thoại, tiếng Quảng Đông, tiếng Việt và tiếng Hy Lạp. Nói chung đó là những ngôn ngữ được sử dụng rộng rãi nhất.
Có 54.746 người di cư bản địa sống ở Sydney trong năm 2011. Hầu hết người nhập cư đến Sydney giữa năm 1840 và 1930 là người Anh, người Ireland hay người Trung Quốc. Có rất nhiều nhóm dân cư quan trọng dựa trên quốc tịch hoặc tôn giáo trong suốt lịch sử phát triển của Sydney. Vào đầu thế kỷ 20, người dân Ailen đã tập trung tại vùng Surry Hills, vùng Scotland thuộc Paddington.
Sau Thế chiến II, các nhóm sắc tộc ở Sydney bắt đầu đa dạng hóa. Các nhóm dân tộc thông thường ở Sydney bao gồm, nhưng không giới hạn ở, người Hà Lan, người Sri Lanka, người Ấn Độ, người Assyrian, người Nga, người Việt Nam, người Do Thái, người Đức,.... Vào đêm điều tra dân số năm 2011 có 1.503.620 người sống ở Sydney sinh ra ở nước ngoài, chiếm 42,5% dân số thành phố Sydney và 34,2% dân số Sydney, tỷ lệ lớn thứ bảy của bất kỳ thành phố nào trên thế giới. Cuộc Tổng điều tra năm 2016 cho thấy 39 phần trăm của Greater Sydney là người di cư, trên thành phố New York (36 phần trăm), Paris (25 phần trăm), Berlin (13 phần trăm) và Tokyo (2 phần trăm). Nếu người dân địa phương có ít nhất một bà mẹ di cư sinh ra thì 65 phần trăm dân số ở Sydney di cư.
Các nhóm tổ tiên lớn nhất của Sydney là Anh, Úc, Ailen, Trung Quốc và Scotland. Người nước ngoài sinh ra ở Sydney có đại diện lớn nhất là Anh, Trung Quốc, Ấn Độ, New Zealand và Việt Nam. Sự tập trung di dân ở Sydney, so với phần còn lại của Australia (ngoại trừ Melbourne), làm cho nó là ngoại lệ chứ không phải là tiêu chuẩn về việc có một dân số cao ở nước ngoài như vậy.

## Cấu trúc đô thị

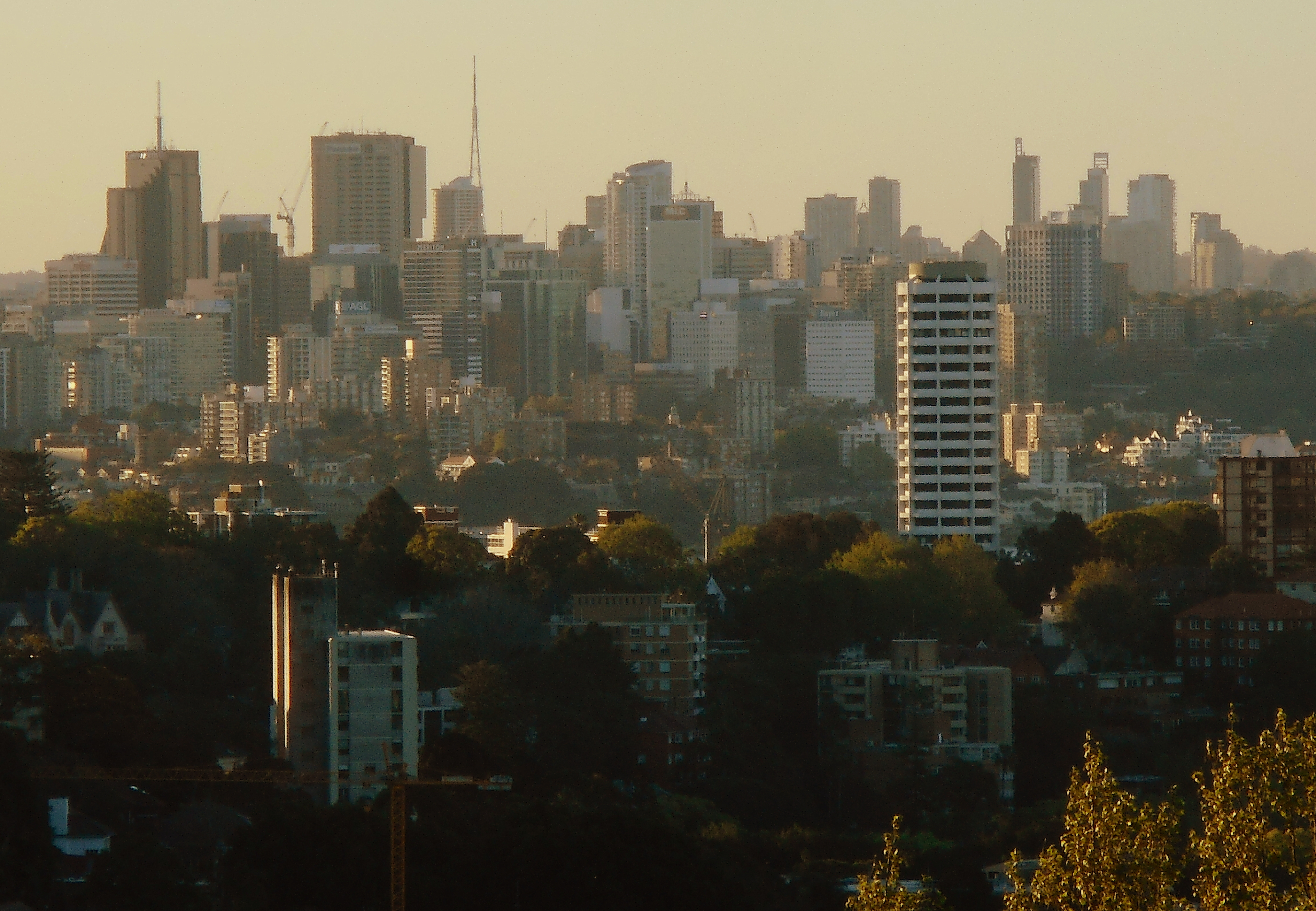
Khu cao ốc thương mại North Sydney

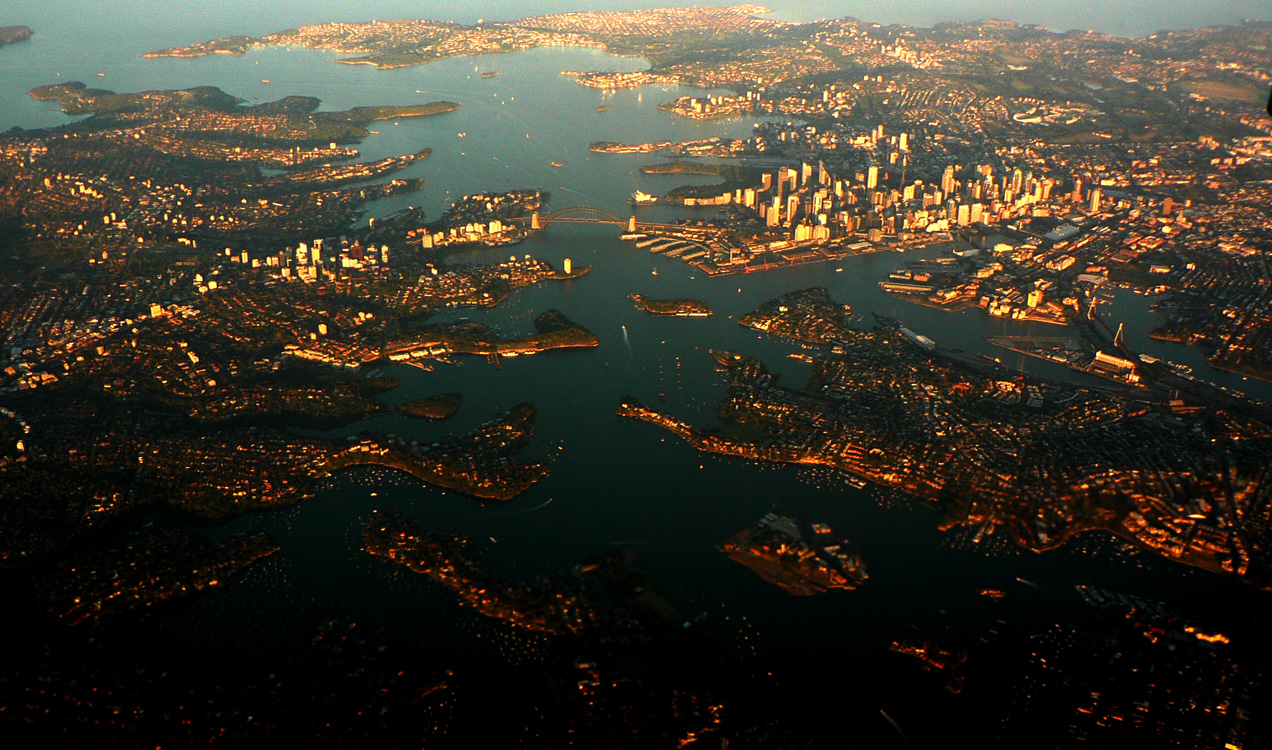
Sydney nhìn từ trên không

Khu vực rộng lớn bao phủ bởi nội thành Sydney chính thức được chia ra thành hơn 300 khu vực (cho mục đích địa chỉ và bưu điện), và được quản lý như là 38 khu vực hành chính địa phương (thêm vào nhiều trách nhiệm của Bang New South Wales và các sở). Bản thân Thành phố Sydney bao phủ một khu vực khá nhỏ bao gồm khu thương mại trung tâm và các khu vực trong thành phố. Thêm vào đó, có một số miêu tả từng vùng được sử dụng không chính thức để chỉ một phần lớn của khu đô thị. Tuy nhiên phải để ý rằng có nhiều khu vực không được bao phủ bởi cách chia vùng không chính thức bên dưới đây. Những vùng này là: Eastern Suburbs, Hills District, Inner West, Lower North Shore, Northern Beaches, North Shore, Southern Sydney, South-eastern Sydney, South-western Sydney, Sutherland Shire và Western Sydney.
Khu thương mại trung tâm Sydney (Sydney CBD) mở rộng về phía nam vào khoảng 2 kilômét (1.25 mi) từ Sydney Cove, địa điểm cư trú đầu tiên của di dân châu Âu. Các tòa nhà cao ốc tập 
trung dày đặc và các tòa nhà khác bao gồm những tòa nhà lịch sử như Sydney Town Hall và Queen Victoria Building được xen kẽ bởi các công viên như Wynyard và Hyde Park. Khu Sydney CBD được bao bọc phía đông bởi một dãy các công viên kéo dài từ Hyde Park cho đến the Domain và Royal Botanic Gardens đến Farm Cove trên vịnh biển. Phía tây được bao bởi Darling Harbour, một nơi thu hút nhiều khách du lịch và các hộp đêm trong khi Nhà ga trung tâm đánh dấu đầu cuối phía nam của CBD. George Street được xem là đường chính chạy dọc bắc-nam của khu Sydney CBD.
Mặc dù CBD chiếm hầu hết thương mại và đời sống văn hóa của thành phố trong các năm về trước, các khu thương mại/văn hóa khác đã phát triển theo theo kiểu nở rộng ra từ Chiến tranh thế giới thứ hai. Kết quả là, tỷ lệ các công việc cổ trắng nằm ở khu CBD đã giảm từ 60% vào cuối Chiến tranh thế giới thứ hai đến dưới 30% in 2004. Cùng với khu thương mại ở North Sydney, liên kết với CBD bởi Harbour Bridge, khu thương mại lớn nhất ở bên ngoài là Parramatta ở vùng trung-tây, Blacktown phía tây, Bondi Junction phía đông, Liverpool ở tây nam, Chatswood về phía bắc và Hurstville về phía nam.

Toàn cảnh Port Jackson

## Kinh tế

Đường Pitt là con đường thương mại chính của Sydney CBD.

Các nhà nghiên cứu từ Đại học Loughborough đã xếp hạng Sydney trong số 10 thành phố trên thế giới được lồng ghép chặt chẽ vào nền kinh tế toàn cầu. "Chỉ số sức mạnh kinh tế toàn cầu" xếp thành phố đứng thứ mười một trên thế giới. "Chỉ số Thành phố Toàn cầu" cũng công nhận Sydney là thứ 14 trên thế giới dựa trên sự tham gia toàn cầu.
Lý thuyết kinh tế hiện hành có hiệu lực trong những ngày đầu của thời kỳ thuộc địa chủ nghĩa là chủ nghĩa thương mại, cũng như ở hầu hết các nước Tây Âu. Nền kinh tế gặp khó khăn trước tiên do những khó khăn trong việc canh tác đất đai và việc thiếu một hệ thống tiền tệ ổn định. Thống đốc Lachlan Macquarie giải quyết vấn đề thứ hai bằng cách tạo ra hai đồng xu từ mỗi đồng bạc bạc Tây Ban Nha đang lưu hành. Nền kinh tế đã rõ ràng là chủ nghĩa tư bản trong tự nhiên vào những năm 1840 khi tỷ lệ người định cư tự do tăng lên, ngành công nghiệp hàng hải và len phát triển rực rỡ và quyền hạn của Công ty Đông Ấn đã bị cắt giảm. 

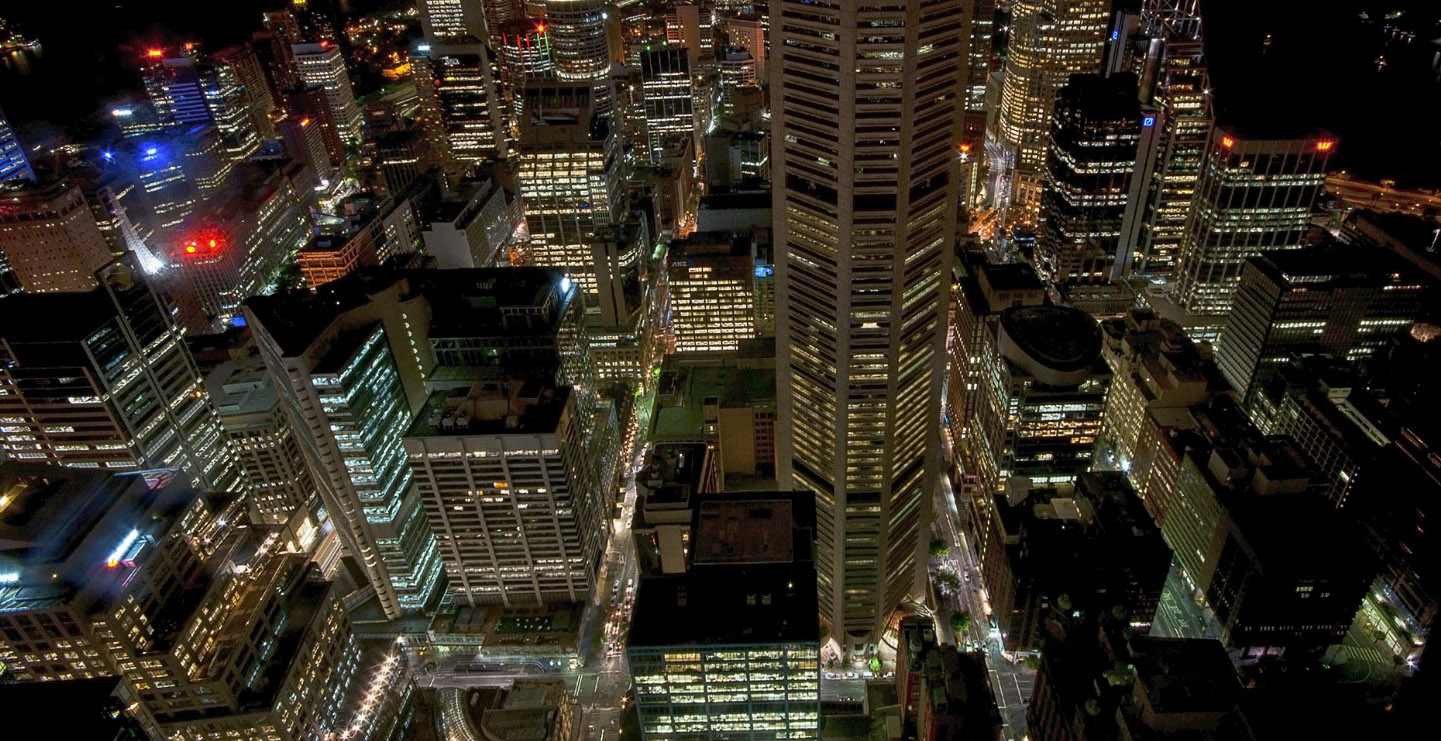
Sydney CBD nhìn từ tháp Sydney

Lúa mì, vàng, và các khoáng chất khác đã trở thành các ngành xuất khẩu bổ sung vào cuối những năm 1800. Từ những năm 1870, chính quyền bắt đầu đổ vào thành phố này để xây dựng đường sá, đường sắt, cầu, bến tàu, tòa án, trường học và bệnh viện. Các chính sách bảo hộ sau liên bang cho phép tạo ra một ngành công nghiệp sản xuất đã trở thành chủ nhân lớn nhất của thành phố vào những năm 1920. Những chính sách tương tự này đã giúp giảm bớt ảnh hưởng của Cuộc Đại suy thoái khi mà tỷ lệ thất nghiệp tại New South Wales lên tới 32%. Từ những năm 60 trở đi, Parramatta được công nhận là khu trung tâm thương mại thứ hai của thành phố và tài chính và du lịch đã trở thành các ngành công nghiệp và nguồn việc làm chính.
Tổng sản phẩm trong nước của Sydney là 400,9 tỷ AU và 80,000 đô la Úc / người vào năm 2015. Tổng sản phẩm trong nước của thành phố là AU $ 337 tỷ trong năm 2013, lớn nhất ở Úc. Ngành dịch vụ tài chính và dịch vụ bảo hiểm chiếm 18,1% tổng sản phẩm và đứng trước các dịch vụ chuyên nghiệp với 9% và ngành chế tạo với 7,2%. Ngoài Dịch vụ Tài chính và Du lịch, ngành Sáng tạo và Công nghệ là ngành trọng điểm của Thành phố Sydney và chiếm 9% và 11% sản lượng kinh tế của năm 2012.
Các thành phần kinh tế lớn khác ở Sydney, được đo bằng số lượng người được nhận việc, bao gồm các dịch vụ thương mại và địa ốc, buôn bán sĩ, sản xuất và dịch vụ sức khỏe và cộng đồng. Kể từ thập niên 1980, các công việc đã di chuyển từ sản xuất sang các khu vực dịch vụ và thông tin.
Tính vào tháng 9 năm 2003, tỉ lệ thất nghiệp ở Sydney là 5,3%. Theo The Economist Intelligence Unit's Worldwide khảo sát về giá cả sinh hoạt, Sydney là thành phố đắt thứ 16 trên thế giới, trong khi một khảo sát của UBS xếp hạng Sydney thứ 26 trên thế giới tính theo thu nhập.
Tính vào tháng 12 năm 2005, Sydney có giá nhà trung bình cao nhất trong các thành phố thủ phủ các tiểu bang với giá $485.000. Một báo cáo xuất bản bởi OECD vào tháng 11 năm 2005, cho thấy Úc có giá nhà cao nhất phương Tây khi so với những tiền lời đem lại từ việc thuê nhà.
Sydney là một trung tâm tài chính và thương mại lớn nhất ở Úc nói riêng và châu Đại Dương nói chung. Thành phố cũng là một trung tâm tài chính quan trọng ở vùng châu Á Thái Bình Dương. Thị trường chứng khoán Úc và Ngân hàng trung ương Úc tọa lạc ở Sydney, cũng như là tổng hành dinh của 90 ngân hàng và trên phân nửa các công ty hàng đầu của Úc, và các trụ sở trong khu vực của khoảng 500 công ty đa quốc gia. 20th Century Fox cũng có những phim trường lớn ở Sydney.
Sydney Futures Exchange (SFE) là một thị trường tài trao đổi futures và options tài chính lớn nhất châu Á - Thái Bình Dương, với 64,3 triệu hợp đồng được trao đổi trong năm 2005. Theo thứ tự toàn cầu nó là thị trường futures lớn thứ 12 trên thế giới và đứng thứ 19 nếu tính luôn cả options. Với vai trò thương mại tăng dần của Sydney nhiều phòng thí nghiệm y khoa và trung tâm nghiên cứu, khoa học và nghiên cứu là một lĩnh vực khác với nhiều tăng trưởng mạnh.
Thành phố này đã được xếp loại là một thành phố toàn cầu "Alpha" bởi Mạng lưới nghiên cứu toàn cầu hóa và các thành phố trên thế giới.

## Du lịch
Du lịch đóng một vai trò quan trọng trong kinh tế của Sydney, với 7,8 triệu du khách nội địa và 2,5 triệu du khách quốc tế trong năm 2004..

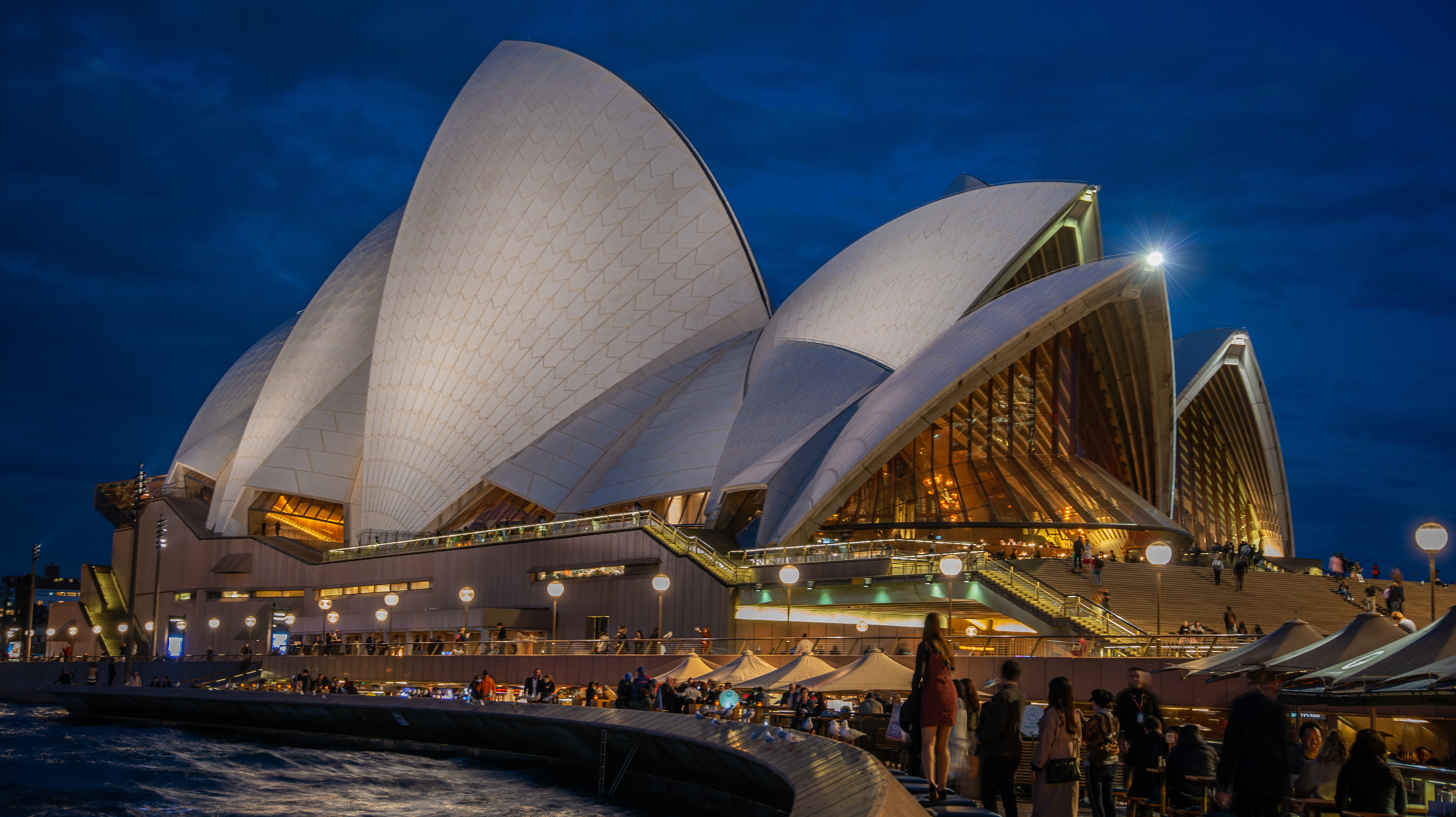
Du khách tham quan Nhà hát Con sò

Sydney là cửa ngõ tới Úc cho nhiều du khách quốc tế. Thành phố này đã tiếp nhận được 2,8 triệu khách du lịch quốc tế sang du lịch trong năm 2013, gần một nửa số chuyến đi bay quốc tế tới Úc. Những du khách này đã dành 59 triệu đêm ở thành phố và tổng cộng 5,9 tỷ đô la. Hầu hết du khách là người từ Trung Quốc, New Zealand, Anh, Hoa Kỳ, Hàn Quốc, Nhật Bản, Singapore, Đức, Hồng Kông và Ấn Độ.
Thành phố này cũng đã nhận được 8,3 triệu du khách trong nước qua đêm trong năm 2013 đã chi tổng cộng 6 tỷ đô la. 26.700 công nhân ở thành phố Sydney đã được trực tiếp sử dụng bởi du lịch trong năm 2011. Có 480.000 du khách và 27.500 người ở lại qua đêm mỗi ngày vào năm 2012. Trung bình, ngành du lịch đóng góp 36 triệu đô la cho nền kinh tế thành phố mỗi ngày
Các điểm đến phổ biến bao gồm Nhà hát Opera Sydney, Cầu Cảng Sydney, Vịnh Watsons, The Rocks, Tháp Sydney, cảng Darling, Thư viện Tiểu bang New South Wales, Vườn Bách thảo Hoàng gia, Vườn Quốc gia Hoàng Gia, Bảo tàng Úc, Nghệ thuật đương đại, Phòng trưng bày Nghệ thuật của New South Wales, Tòa nhà Nữ hoàng Victoria, Thủy cung Biển Sea Sydney, Vườn thú Taronga, Bãi biển Bondi, Dãy núi Xanh và Công viên Olympic Sydney.
Các dự án phát triển chủ yếu nhằm tăng cường ngành du lịch của Sydney bao gồm một sòng bạc và khách sạn tại Barangaroo và việc xây dựng lại Cảng Đông Darling, bao gồm một khu triển lãm và trung tâm hội nghị mới sẽ trở thành nơi hoàn thiện nhất của Australia sau khi hoàn thành.

## Chính quyền
Theo lịch sử, Sydney được quản lý bởi Cumberland County (1945-1964). Ngày nay không có một cơ quan quản lý chung cho toàn bộ khu đô thị (metropolitan) của Sydney. Những công việc địa phương được điều hành bởi các cơ quan gọi là nhà nước địa phương (local government area- LGA). Những khu vực này đều đã bầu lên một hội đồng và họ có trách nhiệm trên một loạt các chức năng khác nhau được giao bởi chính quyền của tiểu bang New South Wales.
Thành phố Sydney bao gồm khu thương mại trung tâm và một số khu nội thành lân cận, và trong những năm gần đây đã được mở rộng thông qua sự sáp nhập với các khu vực nhà nước lân cận, chẳng hạn như khu Nam Sydney. Nó được đứng đầu bởi Thị trưởng Sydney được bầu lên và một hội đồng. Thị trưởng, tuy nhiên, đôi khi được đối xử như là đại diện cho toàn thành phố.
31 khu nhà nước địa phương (LGA) trong Sydney là:
- Bayside
- Canterbury-Bankstown
- Blacktown
- Burwood
- Camden
- Campbelltown
- Canada Bay
- Cumberland
- Fairfield
- Georges River
- Hawkesbury
- The Hills
- Hornsby
- Hunter's Hill
- Inner West
- Ku-ring-gai
- Lane Cove
- Liverpool
- Mosman
- Bắc Sydney
- Bãi Biển Phía Bắc
- Parramatta
- Penrith
- Randwick
- Ryde
- Strathfield
- Sutherland
- Sydney
- Waverley
- Willoughby
- Woollahra

Đa số các hoạt động nhà nước tầm cỡ thành phố được quản lý bởi nhà nước tiểu bang. Những thứ này bao gồm phương tiện vận chuyển công cộng, các đường chính, điều khiển giao thông, cảnh sát, giáo dục trên mức nhà trẻ, và các dự án cơ sở hạ tầng quan trọng. Bởi vì phần lớn dân số New South Wales sống ở Sydney, nhà nước tiểu bang theo truyền thống rất miễn cưỡng trong việc cho phép những cơ quan nhà nước cấp thành phố, mà sẽ trở thành những cơ quan cạnh tranh với nhà nước tiểu bang. Bởi vì lý do này, Sydney luôn luôn là tiêu điểm về chính trị của cả tiểu bang và Quốc hội liên bang. Chẳng hạn, biên giới của các vùng nhà nước địa phương (LGA) của thành phố Sydney đã bị thay đổi đáng kể bởi các nhà nước tiểu bang ít nhất là bốn lần từ năm 1945, với những hiệu quả đem lại những thuận lợi dự đoán được cho đảng cầm quyền ở New South Wales Parliament vào thời điểm đó.

## Giáo dục

Đại học Sydney mở từ năm 1850 là đại học cổ xưa nhất của Úc

Sydney là nơi của một vài trường đại học nổi tiếng nhất của nước Úc, và là nơi của trường đại học đầu tiên trên nước Úc, Đại học Sydney, thiết lập vào năm 1850. Có năm trường đại học công khác hoạt động chủ yếu ở Sydney: Đại học New South Wales, Đại học Macquarie, Đại học Kỹ thuật Sydney, Đại học Tây Sydney và Đại học Catholic Úc (2 trong số 6 campus). Các đại học khác có campus thứ hai ở Sydney bao gồm Đại học Notre Dame Úc và Đại học Wollongong.
Có 4 trường dạy nghề (Technical and Further Education - TAFE) đa campus được nhà nước tài trợ ở Sydney cung cấp việc đào tạo nghề nghiệp ở bậc cao đẳng: Viện kỹ thuật Sydney, Học viện TAFE Bắc Sydney, Học viện TAFE Tây Sydney và Học viện TAFE Tây Nam Sydney.
Sydney có các trường công, trường dòng, và trường tư. Các trường công, bao gồm mẫu giáo, tiểu học và trung học, và các trường đặc biệt được quản lý bởi Bộ Giáo dục và đào tạo New South Wales. Có 4 khu vực giáo dục được quản lý bởi nhà nước tiểu bang ở Sydney, cùng nhau quản lý 919 trường học. Trong 30 trường trung học tuyển chọn trong tiểu bang, 25 trường đó là nằm ở Sydney.
Sydney là thành phố xếp hạng cao nhất thế giới dành cho sinh viên quốc tế. Hơn 50.000 sinh viên quốc tế học tại các trường đại học của thành phố và hơn 50.000 học tại các trường dạy nghề và tiếng Anh. Giáo dục quốc tế đóng góp 1,6 tỉ đô la cho nền kinh tế địa phương và tạo ra nhu cầu cho 4.000 việc làm địa phương mỗi năm.

## Thể thao

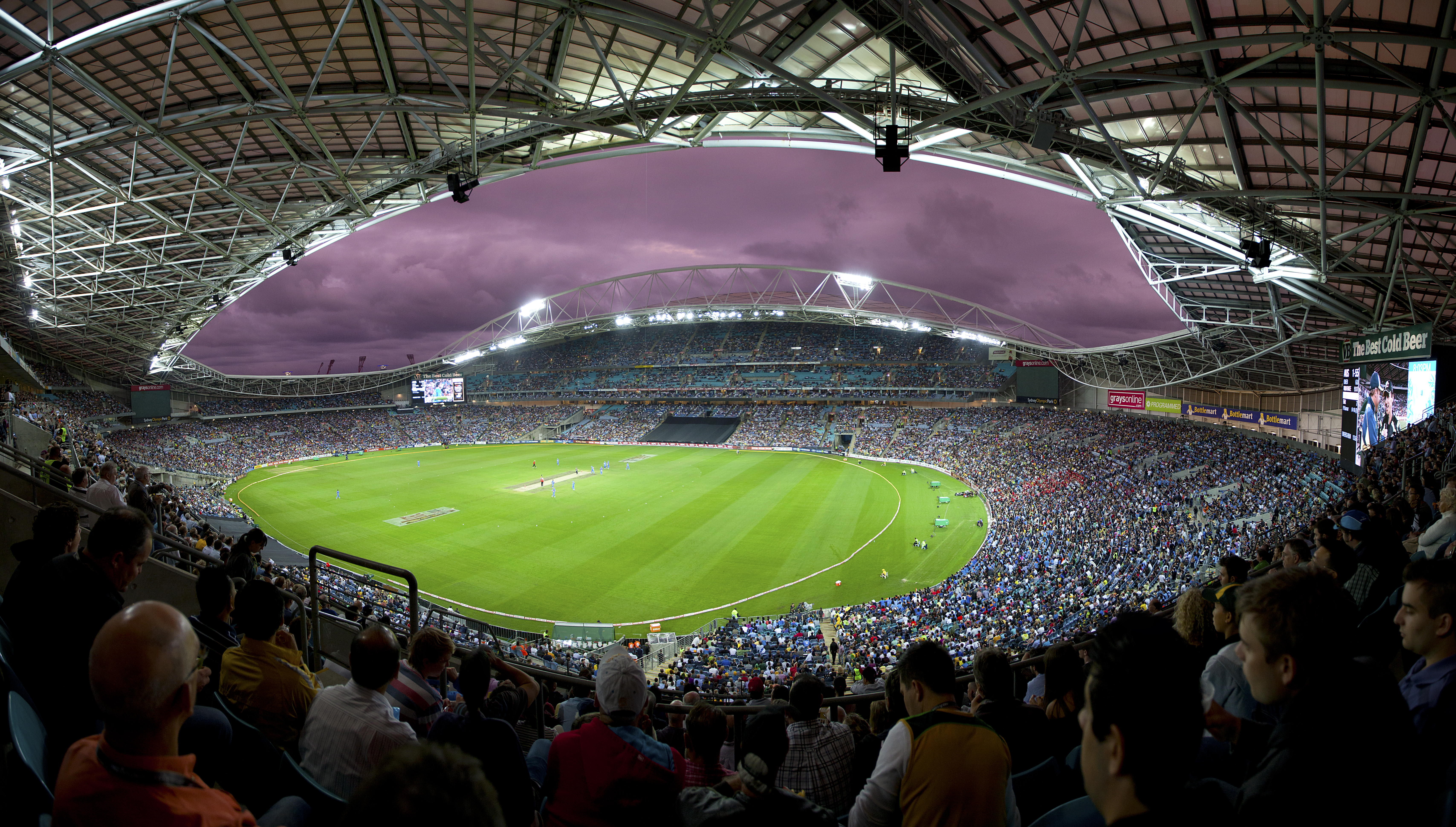
Một trận đấu cricket ở Sydney 2012.

Sydney từng là chủ nhà của Thế vận hội Mùa hè 2000. Ngoài ra, thành phố cùng với Melbourne, liên tục đứng ra tổ chức các sự kiện thể thao quan trọng.
Những cuộc đua thuyền buồm đã được tổ chức tại Port Jackson từ năm 1827. Du thuyền đã được phổ biến trong số các cư dân giàu có từ những năm 1840 và Đội tàu du lịch Hoàng gia Sydney được thành lập năm 1862. Cuộc đua thuyền buồm Sydney to Hobart là một sự kiện dài 1.177 dặm (727 dặm) bắt đầu từ Cảng Sydney vào ngày Boxing Day. Kể từ khi thành lập vào năm 1945 nó đã được công nhận là một trong những cuộc đua thuyền khó nhất trên thế giới. Sáu thủy thủ đã chết và 71 tàu của đội tàu 115 đã thất bại trong việc hoàn thành cuộc đua ở giải năm 1998. 

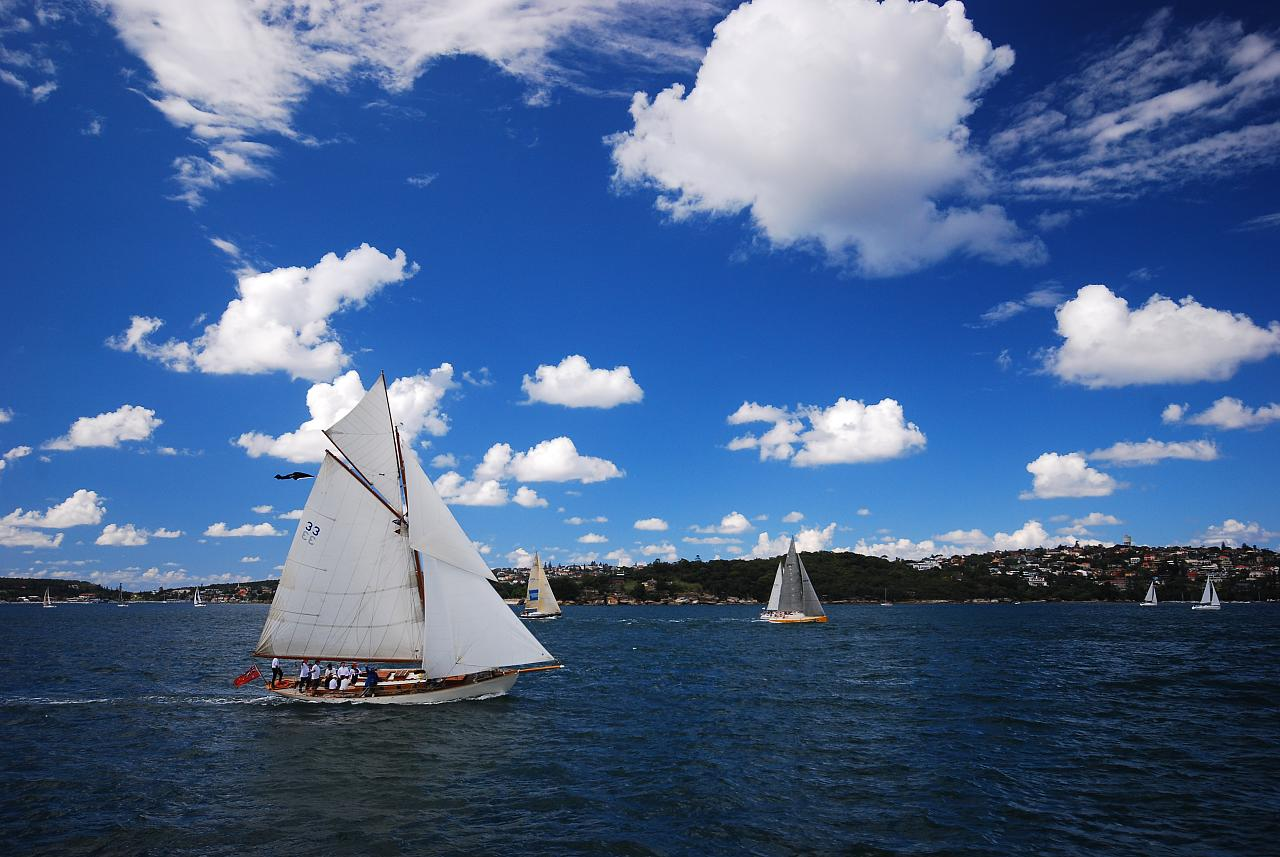
Đua thuyền buồm ở cảng Sydney

Câu lạc bộ Gôn Hoàng gia Sydney được đặt tại Rose Bay và từ khi mở cửa vào năm 1893 đã tổ chức Australian Open 13 lần. Trường đua ngựa Royal Randwick mở cửa vào năm 1833 và có một số chén lớn trong suốt cả năm. Sydney được hưởng lợi từ việc xây dựng cơ sở hạ tầng thể thao đáng kể để chuẩn bị cho việc tổ chức Thế vận hội mùa hè 2000. Công viên Olympic Sydney phục vụ các môn điền kinh, thể thao dưới nước, quần vợt, khúc côn cầu, bắn cung, bóng chày, đạp xe, cưỡi ngựa và chèo thuyền. Nó cũng bao gồm Sân vận động có sức chứa lớn Australia được sử dụng cho bóng đá bóng bầu dục, bóng đá, bóng đá Úc. [[Sân Bóng Đá Sydney được hoàn thành vào năm 1988 và được sử dụng cho các trận bóng bầu dục và bóng bầu dục. Sân Cricket Sydney được khai trương vào năm 1878 và được sử dụng cho cả hai môn bóng đá Úc và môn cricket.
Một giải đấu quần vợt giao hữu được tổ chức ở đây vào đầu mỗi năm như là sự khởi động cho Grand Slam giải quần vợt Úc mở rộng ở Melbourne.